# Adolf Jewarowski
Adolf Richard Jewarowski (* 23. Juni 1909 in Frankfurt am Main; † 12. September 1942 bei Ssorokino, Sowjetunion) war ein deutscher Fechter, der beim Fecht-Club Hermannia Frankfurt focht. Er war mehrfacher deutscher Mannschaftsmeister und Mitglied der Nationalmannschaft bei einem Länderkampf.

## Leben
Jewarowski drang erstmals 1930 in die Finalrunde der Deutschen Einzelmeisterschaften im Degenfechten vor. Bis 1937 wiederholte er diesen Erfolg mehrmals sowohl mit Degen als auch mit dem Florett. Mit der Mannschaft des Fecht-Club Hermannia Frankfurt gewann er insgesamt zehnmal die deutschen Mannschaftsmeisterschaften (1931, 1934, 1935 und 1937 mit dem Florett; 1930, 1931, 1937 und 1938 mit dem Degen; 1934 und 1938 mit dem Säbel).
Im Jahr 1937 wurde er Vierter beim Miller-Hallet Degenturnier in London. Im selben Jahr nahm er zusammen mit Siegfried Lerdon, Erwin Hildebrandt und Erwin Kroggel an einem Länderkampf gegen Polen teil, der knapp mit 8:8 Siegen wegen des schlechteren Trefferverhältnisses von 36:33 erhaltenen Treffern verlorenging. Jewarowski konnte eines seiner Einzelgefechte gewinnen und verlor drei.
Er wurde am 10. September 1942 bei Ssorokino an der Ostfront schwer verwundet und starb zwei Tage später im Feldlazarett.